# Instituto de Radiodifusão Educativa da Bahia
Instituto de Radiodifusão Educativa da Bahia (também conhecido pela sigla IRDEB) é uma autarquia estadual ligada à Secretaria da Educação do Estado da Bahia. A instituição é responsável pelo controle dos canais de TV públicos TVE Bahia e TV Educa Bahia, pela rádio pública Educadora FM e pelo Cineteatro 2 de Julho. A estrutura fica situada no fim bairro da Federação, na cidade de Salvador.

## História
Em 1961, foi criado um projeto de educação à distância por rádio, através de convênio entre a Secretaria de Educação e Cultura do Estado e o Movimento de Educação de Base. Essa parceria deu início ao chamado Programa de Educação de Base. O projeto era voltado a estudantes da capital e de diversas cidades do interior baiano, além de oferecer apoio e organização às comunidades.
Utilizando a logística e estrutura já criada, somada à primeira década de experiência, foi fundado em 4 de dezembro de 1969, que deu continuidade ao trabalho de educação radiofônica e passou a desenvolver um das primeiras ações no Brasil, nesse campo de comunicação, voltadas para a formação de professores. Em 1977, o IRDEB, que funcionava, até então, no subsolo da Biblioteca Central dos Barris, ganhou sede própria: uma área de 10 mil m², no Alto do Sobradinho, na Federação, onde funciona até hoje.

## Diretores
- Ruth Vieira (1969-1973)[5][6]
- Noélia Pessoa (1973-1975)
- Aristocléia Macêdo dos Santos (1975-1983)
- Sérgio Mattos (1983-1984)
- Carlos Alberto Simões (1984-1987)
- José Acácio Ferreira (1987-1988)
- Walter Tanuri (1989-1990)
- Fernando Vita (1991-1995)
- Paolo Marconi (1995-2000)
- José Estevez (2000-2003)
- João Paulo Costa (2003-2004)
- José Américo Moreira da Silva (2004-2006)
- José Weliton dos Santos (2006-2007)
- Pola Ribeiro (2007-2014)
- José Araripe Jr. (2014-2016)[7][8]
- Flávio Gonçalves (2016-presente)[9]

## Mídias

### Rádio
- Educadora FM

### Televisão
- TVE Bahia
- TV Educa Bahia
- TV Kirimurê